# Sebastian Sasin Karśnicki
Sebastian Sasin Karśnicki herbu Jastrzębiec (zm. przed 16 października 1608 roku) – chorąży większy łęczycki w latach 1585-1607, podstarości łęczycki w latach 1583-1586.
Poseł na sejm 1585 roku, sejm pacyfikacyjny 1589 roku, podpisał traktat bytomsko-będziński z województwa łęczyckiego.